# Serious (Duran Duran)
Serious è un singolo della band inglese Duran Duran del 1990, estratto dall'album Liberty.